# Salim Jay
Pour les articles homonymes, voir Jay.
Salim Jay, né le 30 juin 1951 à Paris, est un auteur franco-marocain.

## Biographie

### Éléments personnels
Salim Jay est le fils d'un père marocain, poète officiel du Roi Hassan II, et d'une mère française d'origine roumaine dont une partie de la famille est assassinée par l'Allemagne nazie.
Né à Paris en 1951, il vit au Maroc de 1957 à 1973. Après trente ans d'absence, c'est à la faveur de son Dictionnaire des Écrivains marocains que Salim Jay commence à retourner très régulièrement au Maroc.
Il est le frère jumeau du  poète marocain Farid Al Jay, aujourd'hui décédé.

### L'écriture
Il écrit une trentaine d'ouvrages, dont le Dictionnaire des écrivains marocains, paru en 2005 aux éditions EDDIF (Maroc) et Paris-Méditerranée (France), ouvrage de référence pour qui veut connaître la littérature marocaine, et Le Dictionnaire des romanciers algériens, paru en 2018 à la Croisée des Chemins (Maroc) et chez Serge Safran (France).
Il consacre plusieurs ouvrages à des écrivains français comme Bernard Frank, Michel Tournier, Henri Thomas, Angelo Rinaldi, Jean Freustié et Roland Topor.
Son livre L'oiseau vit de sa plume est une plongée dans le milieu littéraire à Saint-Germain-des-Près. Tu ne traverseras pas le détroit est un ouvrage consacré au drame des harragas, souvent adapté au théâtre, notamment en Afrique. Embourgeoisement immédiat et Victoire Partagée, ses ouvrages de fiction les plus récents, sont inspirés par ses déboires d'écrivain sans le sou.

### Journalisme et critique littéraire
Salim Jay est notamment critique littéraire dans le trimestriel Qantara et dans le quotidien casablancais Le Soir Échos, deux publications qui ont cessé de paraître.
Il est également producteur d'une série d'entretiens avec Mohammed Dib sur France Culture.
Personnalité incontournable des lettres marocaines, il a contribué à la redécouverte de l'œuvre de Mohamed Leftah.